# Valoroso (corvetta)
La Valoroso è stata un brigantino della Real Marina del Regno delle Due Sicilie, successivamente acquisito dalla Regia Marina come corvetta a vela.

## Caratteristiche
Costruito sugli stessi piani del brigantino Zeffiro (costruito tra il 1832 ed il 1833) ma in un altro cantiere (Castellammare di Stabia invece che Napoli), il Valoroso, classificato brigantino dalla Marina borbonica e corvetta da quella italiana, aveva scafo in legno con carena ricoperta di rame, ed armamento velico a brigantino a palo (alberi di trinchetto e maestra a vele quadre ed albero di mezzana a vele auriche). Successivamente (quando ancora la nave serviva sotto la bandiera delle Due Sicilie) anche l'albero di mezzana venne convertito a vele quadre, mutando così l'armamento velico da brigantino a palo a nave.
L'armamento originario consisteva in 16 carronate francesi da 32 libbre, in ferro ed a canna liscia, disposte in barbetta (batteria scoperta), oltre a due cannoni-obici Paixhans da 30 libbre, anch'essi in ferro ed a canna liscia. A causa del suo principale impiego come nave scuola (frequentemente insieme alla Zeffiro), la nave, nel corso degli anni, mantenne sempre le bocche da fuoco originarie, che vennero progressivamente ridotte di numero: nel 1861 l'armamento della corvetta era composto da quattordici delle vecchie carronate a canna liscia in ferro da 32 libbre, poi ridotte a dieci nel 1867.

## Storia
Impostata nel febbraio 1837 nei cantieri di Castellammare di Stabia per la Marina del Regno delle Due Sicilie, la nave venne varata nel settembre 1837 e completata nel dicembre dello stesso anno. Pur essendo di fatto una corvetta, la nave venne classificata brigantino dalla Marina del regno delle Due Sicilie per via del suo armamento velico a brigantino a palo.
Nel corso della sua vita operativa il Valoroso venne adibito per diversi periodi a nave scuola per l'addestramento degli allievi del Collegio Marina ed impiegato in compiti di vigilanza lungo le coste siciliane. Tra gli altri usi cui fu adibito vi fu anche quello di lazzaretto, a Nisida.
Nel gennaio 1838, a poche settimane dall'entrata in servizio, il brigantino trasportò truppe in Sicilia e compì poi una crociera di breve durata nelle acque del Mare Adriatico. Impiegata per la sorveglianza in Mar Tirreno nel corso del 1839, la nave venne in seguito adibita a lazzaretto a Nisida, restandovi sino al 31 agosto 1850.
Il 7 luglio 1846 il Valoroso, insieme ad altre dieci unità (pirofregate Ruggiero, Roberto, Ercole, Archimede, fregata a vela Regina Isabella, brigantini Intrepido, Principe Carlo, Zeffiro e Generoso, avviso Delfino), salpò da Napoli in formazione con la corvetta Cristina, che aveva a bordo i sovrani delle Due Sicilie, il duca di Calabria, il conte di Trapani, le principesse Carolina Ferdinanda e Maria Amalia con il marito di quest'ultima Sebastiano, e quattro giorni più tardi, alle sette del mattino, giunse a Messina.
Tra il 1850 ed il 1859 il Valoroso, insieme al brigantino Zeffiro ed alla fregata Amalia, venne impiegato per crociere d'istruzione dei guardiamarina una volta all'anno. In particolare il Valoroso effettuò due campagne d'istruzione per gli allievi del Collegio di Marina nel giugno 1851 e nel giugno 1852. In tale periodo si susseguirono al comando della nave i capitani di fregata Letterio Longo, Luigi Settimo ed Emanuele Marin.
Intorno al 1853 il brigantino incappò in una violenta tempesta, che riuscì tuttavia a superare. Durante la burrasca l'equipaggio, pregando la Madonna per ottenere la salvezza, espose un dipinto ritraente la Madonna e Gesù Bambino, che venne trascinato via dalle onde per poi essere da esse riportato nei pressi della nave e recuperato un'ora più tardi, proprio quando il mare si acquietò improvvisamente.
Dopo un ventennio di servizio, nel dicembre 1857, il Valoroso venne portato in secco sullo scalo d'alaggio dei cantieri di Castellammare e quindi sottoposto a lavori di grande manutenzione: vennero sostituiti parecchi corsi di fasciame della carena e furono calafatati i comenti. Terminati i lavori il 18 febbraio 1858, il brigantino venne rivarato e riprese servizio dapprima al comando del capitano di fregata Giuseppe Flores e quindi del parigrado Giovanni Vacca.
Il 20 aprile 1860, durante i tumulti siciliani che precedettero l'impresa dei Mille, il brigantino venne inviato, insieme alla fregata Partenope, a pattugliare le acque comprese tra le isole Egadi e la costa siciliana nel tratto Capo San Vito–Mazara. In seguito la nave, unitamente alla pirocorvetta Stromboli ed alla fregata a vela Partenope, venne inviata a pattugliare la costa nordoccidentale della Sicilia, per prevenire eventuali sbarchi garibaldini.
Il 9 maggio 1860 il Valoroso, al comando del capitano di fregata Carlo Longo ed insieme a Stromboli, Partenope e ad una quarta unità borbonica, il piroscafo armato Capri, venne inviato a Marsala per contrastare lo sbarco dei Mille dai piroscafi Piemonte e Lombardo. Il brigantino – che inizialmente era stato inviato a vigilare al largo della costa insieme al Capri –, rallentato dal fatto di avere unicamente propulsione a vela (per lo stesso motivo la Partenope dovette essere rimorchiata dal Capri), giunse tuttavia a Marsala solo a sbarco pressoché concluso: le tre navi che lo avevano preceduto, ad ogni modo, avevano esitato ad aprire il fuoco per l'opposizione dei comandanti delle cannoniere britanniche Argus ed Intrepid, timorosi che le proprietà vinicole inglesi nella zona venissero colpite, ed avevano infine eseguito un blando cannoneggiamento pressoché privo di risultati. Prima di abbandonare Marsala per Palermo la squadra cannoneggiò il Piemonte ed il Lombardo ormai abbandonati, e la Stromboli catturò il Piemonte, che rimorchiò poi a Napoli, mentre il Lombardo, che era semiaffondato, venne abbandonato sul posto dopo un inutile tentativo di disincagliarlo. Le navi napoletane lasciarono Marsala verso le sei e mezza del mattino del 12 maggio. Il 15 maggio assunse il comando del Valoroso il capitano di fregata Alfonso Barone.
Il 7 settembre 1860 il Valoroso, che si trovava allo sverno nella darsena di Napoli, con equipaggio ridotto al minimo (a bordo vi era solo il personale necessario alla manutenzione ordinaria), non ebbe modo di obbedire all'ordine di seguire Francesco II a Gaeta (ordine del resto disatteso dalla quasi totalità della flotta borbonica) e rimase invece nel porto partenopeo, venendo aggregato alla squadra sardo-piemontese del viceammiraglio Carlo Pellion di Persano ed incorporato provvisoriamente nella Marina del Regno di Sardegna.
Riclassificata corvetta a vela di II rango (alcuni documenti postunitari la citano però ancora come brigantino), il 17 marzo 1861 l'unità entrò in servizio per la neocostituita Regia Marina italiana. In tale forza armata la Valoroso venne impiegata come nave scuola ed utilizzata in crociere nell'Alto Tirreno per l'addestramento di mozzi e novizi. Successivamente l'unità compì viaggi d'istruzione anche nell'Atlantico, a Tenerife e nelle Azzorre, con a bordo gli allievi delle Regie Scuole di Marina di Genova e Napoli (guardiamarina e sottotenenti di vascello).
L'attività come nave scuola ebbe inizio il 1º aprile 1861, quando la corvetta, al comando del capitano di fregata Leopoldo De Cosa, salpò da Napoli insieme alla Zeffiro con a bordo gli allievi della Scuola Novizi e Mozzi, svolgendo quindi fino a settembre attività addestrativa nell'arcipelago toscano, insieme alla vecchia fregata a vela San Michele ed ai brigantini Eridano e Colombo. Immessa in bacino di carenaggio il 18 dicembre 1861 per lavori, la Valoroso lasciò il bacino il 10 gennaio 1862. In febbraio la nave tornò nelle acque della Toscana ed iniziò una nuova campagna d'addestramento, unitamente alle altre navi scuola a vela.
Rimorchiata a La Spezia dalla pirocorvetta corazzata Formidabile il 1º gennaio 1863, la Valoroso, agli ordini del capitano di fregata Corrado Jauch, venne posta in disarmo nella base spezzina il 16 febbraio. Posta alle dipendenze del Dipartimento settentrionale e declassata a corvetta a vela di III ordine il 14 giugno 1863, la Valoroso fu riarmata il 1º luglio 1863 e quindi, al comando del capitano di fregata Alessandro Sivori, prese il mare insieme alla corvetta Euridice, compiendo nelle acque dell'Oceano Atlantico una lunga campagna d'istruzione per gli allievi delle Scuole di Marina di Genova e Napoli, toccando Funchal e Santa Cruz de Tenerife.
Nuovamente tornata in armamento il 4 luglio 1864, la corvetta, di nuovo unitamente all'Euridice, effettuò una nuova lunga campagna d'istruzione al comando del capitano di fregata Carlo Felice Baudini, nelle acque del Levante, facendo tappa anche ad Alessandria d'Egitto. Nel gennaio 1865 la Valoroso salpò, agli ordini del capitano di fregata Alfredo Cappellini, per un'altra campagna d'istruzione, che concluse in luglio dopo aver attraversato il Mediterraneo ed aver fatto scalo in vari sorgitori del Levante. Dopo aver brevemente sostato a Napoli dal 24 al 29 luglio 1865, la corvetta ne ripartì per una nuova crociera in acque atlantiche, rientrando a Napoli sul finire di ottobre e venendo quindi disarmata a Genova. Rimorchiata a La Spezia nel settembre 1866, la corvetta vi rimase inimpiegata sino al marzo 1867.
Nella primavera del 1867 la nave, agli ordini del capitano di fregata Aristofane Caimi, venne aggregata alla II Squadra d'Evoluzione, composta da unità a vela tutte particolarmente anziane – la fregata San Michele e le corvette Zeffiro, Iride ed Euridice – insieme alle quali compì una campagna d'istruzione per 35 sottotenenti di vascello (otto dei quali sul Valoroso) e guardiamarina nel Mediterraneo occidentale e nell'Atlantico. Durante tale campagna la squadra, partita tra marzo ed aprile, toccò le Canarie, le isole di Capo Verde, le Azzorre, Madera e diversi porti della Francia settentrionale e dell'Inghilterra, approdando poi a Cagliari ad inizio settembre per poi toccare Sardegna, Corsica e Baleari, nonché la Spagna, Tunisi ed Algeri.
Nel 1868 la Valoroso, insieme ad Iride, Euridice e Zeffiro, partecipò ad una nuova crociera addestrativa nel Mediterraneo orientale, agli ordini del capitano di fregata Carcano: durante una sosta a Smirne nella notte tra il 6 ed il 7 agosto 1868, gli equipaggi delle quattro corvette collaborarono attivamente alle operazioni di spegnimento di un violento incendio scoppiato in alcuni edifici della città turca. Pochi giorni dopo la Valoroso e la Zeffiro soccorsero durante una violenta tempesta il brigantino britannico Eva e lo rimorchiarono in porto, salvandolo da grave rischio di naufragio. Il 15 agosto 1868 le quattro navi italiane ripartirono da Smirne alla volta di Napoli.
Rientrata a Napoli al termine della crociera d'addestramento, la Valoroso venne disarmata nel porto partenopeo il 25 settembre 1868. Radiata il 9 maggio 1869 con Regio Decreto n. 5067, la vecchia corvetta venne infine avviata alla demolizione. Dopo il suo incorporo nella Regia Marina si erano succeduti al suo comando sette diversi comandanti.